# Herbert Schnauber

Herbert Schnauber (2000)

Herbert Schnauber (* 15. Februar 1938 in Michelstadt im Odenwald) ist ein deutscher Ingenieur, Professor i. R. für Arbeitssystemplanung und -gestaltung an der Ruhr-Universität Bochum und Unternehmer. Er gilt als Experte auf dem Gebiet des Qualitätsmanagements und wirkte in der Deutschen Gesellschaft für Qualität (DGQ) als Vizepräsident, als Interims-Geschäftsführer und ist deren Ehrenmitglied.

## Leben
Herbert Schnauber studierte von 1958 bis 1963 an der RWTH Aachen das Fachgebiet Eisenhüttenkunde und schloss sein Studium als Diplom-Ingenieur der Gießereitechnik ab. Anschließend war er bei dem bekannten Arbeitsmediziner und -physiologen Erich Albert Müller als wissenschaftlicher Mitarbeiter am Max-Planck-Institut für Arbeitsphysiologie in Dortmund tätig. Dort schuf er die Grundlagen für seine Dissertation und entwickelte eine Untersuchungsmethodik zur maximal möglichen Muskelkraft am Beispiel der Unterarmkontraktion unter Berücksichtigung konkreter mechanischer Rahmen- und Randbedingungen, mit der er 1969 bei Walter Rohmert (1929–2009) im Fachbereich Maschinenbau der Technischen Hochschule Darmstadt promoviert wurde. Anschließend leitete er bis 1972 die Stabsstelle Ergonomie der Hoesch-Werke AG in Dortmund.
Zugleich war Schnauber in den Fachbereichen Industrial Design (vom WS 1966 bis SS 1972) und Wirtschaft (vom WS 1970 bis WS 1973) Lehrbeauftragter an der FH Dortmund auf den Gebieten Ergonomie und Arbeitswissenschaften. Darüber hinaus hatte Schnauber die Lehrstuhlvertretung für Manfred Schweres vom SS 1979 bis WS 1979 an der Universität Hannover inne. Von 1972 bis 1985 war er in Lehre und Forschung im Fachbereich Maschinenbau an der Gesamthochschule bzw. Universität Siegen tätig. Dort vertrat er die Fächer Arbeitswissenschaften, Arbeitsschutz und Sicherheitstechnik und war mit dem Aufbau eines arbeitswissenschaftlichen Laboratoriums betraut. Gleichzeitig habilitierte sich Schnauber an der Universität Siegen und erhielt die Lehrbefähigung (Venia Legendi) für das Fachgebiet Fertigungstechnik und Arbeitswissenschaften. Bereits in dieser Zeit zeichnete er für zahlreiche Industrieprojekte zur Arbeitsplatzgestaltung und Arbeitsorganisation verantwortlich.
Schnauber ist und war in vielen Lebensbereichen zudem ehrenamtlich tätig. So leitete er den Regionalkreis Ruhrgebiet der Deutschen Gesellschaft für Qualität (DGQ) von 1989 bis 2001 und den Regionalkreis Siegen der DGQ von 2006 bis 2018.
Hervorzuheben sind auch seine ehrenamtlichen Aktivitäten im Tennissport. Hier war er beispielsweise seit 1969 bis 2014, also insgesamt 45 Jahre, als Jugendwart und bis 1976 als 1. Vorsitzender des TC Kreuztal-Buschhütten und anschließend als Bezirks-Sportwart im Amt. Ab 1981 leitete er 33 Jahre als Bezirksvorsitzender den Bezirk Südwestfalen im Westfälischen Tennisverband (WTV). Über mehrere Jahre stand er als Referent dem Deutschen Tennis Bund (DTB) für den Bereich Technik und Umwelt zur Verfügung. In dieser Funktion konnte er maßgebend an der Sportanlagen-Lärmschutz-Verordnung mitwirken, die einen Ausgleich zwischen Sportanlagen und Wohnbebauung erfolgreich initiierte.

## Wirken als Professor
1980 erhielt Herbert Schnauber einen Ruf als Professor auf den Lehrstuhl für Arbeitswissenschaften an die Technische Universität Hamburg-Harburg und 1985 auf den Lehrstuhl für Arbeitssystemplanung und -gestaltung der Ruhr-Universität Bochum. Dort nahm er die Herausforderung an, gemeinsam mit Kollegen aus verschiedenen Fakultäten, besonders dem Arbeitsökonomen Erich Staudt und dem Arbeitssoziologen Willi Pöhler, den in Deutschland damals einmaligen postgradualen Studiengang „Arbeitswissenschaften“ aufzubauen und inhaltlich zu prägen. Gleichzeitig war er maßgebend am weiteren Ausbau des Instituts für Arbeitswissenschaften beteiligt, einer zentralen wissenschaftlichen Einrichtung der Ruhr-Universität Bochum. Die Fachgebiete der Arbeitswissenschaften und Arbeitssystemplanung vertrat Schnauber nicht nur in der Lehre, sondern auch im Rahmen zahlreicher Forschungsprojekte, wobei er stets die Fragen des Qualitätsmanagements berücksichtigte. Im Rahmen dieser Forschungstätigkeiten betreute Schnauber 15 Dissertationen und eine Habilitation.
1986 gründete Schnauber zusammen mit sieben Kollegen der Ruhr-Universität Bochum die Innotec GmbH & Co.KG, eine Organisation, die im Rahmen der Zukunfts-Initiative (ZIM) mit Mitteln des Landes NRW als Einrichtung für den Strukturwandel im Ruhrgebiet beitragen sollte. Zusammen mit Wolfgang Maßberg und Hans Seifert wurde eine CIM-Pilotfabrik erbaut, in der Schnauber die Aufgabengebiete Montage und Qualitätssicherung übernahm. Daraus entstand dann im Jahr 1994 die Firma Innosys GmbH, Gesellschaft für innovative Arbeitssysteme, deren Geschäftsführer er bis 2013 war. Die Innosys hat sich mit der Entwicklung und Gestaltung innovativer Arbeits- und Qualitätsmanagementsysteme einen Namen in unterschiedlichen Industriezweigen und Organisationen gemacht. So zum Beispiel in der Automobilindustrie, vor allem in Zusammenarbeit mit Volkswagen, Johnson Controls, Bosch und Opel in Bochum. Aber auch in anderen Industriezweigen, wie Miele, Knorr-Bremse, Carl Zeiss, ThyssenKrupp, BSH Hausgeräte, und Organisationen wie der Bundespolizei, mehreren Ministerien in NRW, Kliniken in Herne, Hamburg, München, Böblingen, der Bundesnetzagentur u. v. a. m. war die Firma Innosys erfolgreich tätig. Eine Grundlage hierfür war vor allem die mit Michael Ketting u. a. entwickelte Konzeption zur ganzheitlichen Unternehmensdiagnostik, die auch in Firmen der Baumaschinenindustrie Anwendung fand.
Hervorzuheben sind Aktivitäten von Schnauber auf dem Gebiet des Qualitätsmanagements. So organisierte er von 1992 bis 2001 jährlich die Bochumer Qualitätstage, die sich zu einer der bedeutendsten Tagungen für Qualitätsmanager im Ruhrgebiet und darüber hinaus entwickelt hat. Schnauber ist es gelungen, zu dieser Veranstaltung namhafte Experten und Industrievertreter des Qualitätsmanagements als Vortragende zu gewinnen; u. a. konnten Walter Masing, Klaus J. Zink, August Wilhelm Scheer, Tilo Pfeifer, Johann Tikart, Christian Homburg, Vinod Singhal, Dietrich H. W. Grönemeyer, Horst Wildemann als Gastredner gewonnen werden. Besonders ist es dem Engagement von Schnauber zu verdanken, dass es die Deutsche Qualitätsauszeichnung gibt, den Ludwig-Erhard-Preis. Als Initiator und Jury-Vorsitzender des Nordrhein-Westfälischen Qualitätspreises sowie als Jurymitglied der Qualitätspreise in den Ländern Sachsen, Sachsen-Anhalt und Thüringen hat er in der Zeit von 1996 bis 2003 wesentlichen Anteil an der Verbreitung des Excellence-Gedankens. Unter der Schirmherrschaft des Bundespräsidenten Roman Herzog war er 2004 Vorsitzender der Programmkommission des EFQM-Forums in Berlin mit mehr als 1000 Teilnehmern. Darüber hinaus wurden mehrere wissenschaftliche Tagungen der DGQ in den Jahren 1998 bis 2004 von Schnauber geleitet. 2013 war er Chairman des Walter-Masing-Book-Prize der International Academy for Quality (IAQ).
Schnauber hat vielfältig zur Arbeitswissenschaft und zum Qualitätsmanagement geforscht und publiziert. Im Auftrag des DGQ-Vorstandes ist er seit 2004 Herausgeber der Fachzeitschrift für Qualität und Zuverlässigkeit (QZ). Von 1989 bis 2001 leitete Schnauber den Regionalkreis Ruhrgebiet der DGQ, ehe er von 2006 bis 2018 noch einmal für den Regionalkreis Siegen der DGQ ehrenamtlich tätig wurde.

## Mitgliedschaften und Ehrungen (Auswahl)
- Deutsche Gesellschaft für Qualität: seit 1984 Mitglied, seit 1994 Mitglied des Vorstands, von 1998 bis 2010 Vizepräsident, seit 2012 Ehrenmitglied,  im Jahre 2015 Interims-Geschäftsführer
- seit 1997 Mitglied der International Academy for Quality (IAQ)
- Gründungsmitglied der Forschungsgemeinschaft Qualitätssicherung (FQS)
- Gründungsmitglied der Gesellschaft für Qualitätswissenschaft (GQW)
- Seit 2004 Herausgeber der Fachzeitschrift Qualität und Zuverlässigkeit
- Träger des Bundesverdienstkreuzes
- Ehrungen durch den Deutschen Tennis Bund: Silberne, Silbern-Vergoldete und Goldene Ehrennadel. Ehrenmitglied des Westfälischen Tennisverbandes (WTV) und Ehrenvorsitzender des Bezirks Südwestfalen im WTV.

## Veröffentlichungen (Auswahl)
- Arbeitswissenschaft. Friedrich Vieweg & Sohn Verlagsgesellschaft, Braunschweig 1979.
- Man under vibration Difficulties of the evaluation of stress due to mechanical vibration suffered by mankind. In: G. Bianchi, K. V. Frolov, A. Oledzki (Hrsg.): Proceedings of the International CISM IFToMM-Symposium, Udine, Italy, April 3 - 6, 1979. Elsevier Scientific Publishing Company, Amsterdam / Oxford / New York; PWN – Polish Scientific Publishers, Warszawa 1981.
- Instrumente, Ergebnisse und Probleme arbeitswissenschaftlicher Begleituntersuchungen zur Entwicklung und Implementierung neuer Fertigungstechnologien. In: Peter Brödner (Hrsg.): PDV Berichte "Neue Fertigungstechnologien und Qualität der Arbeitsplätze". Kernforschungszentrum Karlsruhe, 1981.
- Development of a Continous Finishing Line to Improve Working Conditions. In: W. Karwowski, H. R. Parsaei, M. R. Wilhelm (Hrsg.): Ergonomics of Hybrid Automated Systems I. Elsevier, Amsterdam / Oxford / New York / Tokyo 1988, S. 671–687.
- Qualität und Flexibilität durch neue Arbeits- und Produktionssysteme. In: D. Elbracht, H. Schnauber, H. Wildemann: Fabrikstrukturierung – Neue Produktions- und Arbeitssysteme für die Märkte in Ost- und Westeuropa. gfmt, München 1990, S. 187–216.
- mit G. Reinhart (Hrsg.): Qualität durch Kooperation. Handbuch für Interne und Externe Kunden-Lieferanten-Beziehungen. Springer Verlag, Berlin 1997.
- Klasse an der Spitze – Vom Management der Qualität zur Qualität des Managements. Verlagsbeilage der FAZ – Qualitätsmanagement – Nummer 262, 11. November 2002.
- als Hrsg.: Kreativ und Konsequent – Walter Masing, ein Leben für die Qualität. Carl Hanser Verlag, München/Wien 2006.
- mit A. Schuster (Hrsg.): Erfolgsfaktor Qualität – Einsatz und Nutzen des EFQM-Excellence-Modells. Symposion Publishing, Düsseldorf 2012.
- Qualitätsmanagement in der Unternehmensführung – Management der Qualität oder Qualität des Managements? Kapitel 44, S. 1010–1020. In: Tilo Pfeifer, Robert Schmitt (Hrsg.): Masing Handbuch Qualitätsmanagement. 6., überarbeitete Auflage. Carl Hanser Fachbuchverlag, München/Wien 2014, ISBN 978-3-446-43431-8.